# Colombier-Saugnieu
Colombier-Saugnieu è un comune francese di 2 415 abitanti situato nel dipartimento del Rodano della regione Alvernia-Rodano-Alpi.
L'aeroporto di Lione Saint Exupéry si trova sul territorio del comune di Colombier-Saugnieu.

## Società

### Evoluzione demografica
Abitanti censiti